# Leap Castle
Leap Castle (irisch Caisleán Léim Uí Bhánáin) ist eine Burg in Coolderry im irischen County Offaly. Sie steht rund 7,5 Kilometer nördlich von Roscrea und etwa zehn Kilometer südöstlich von Birr in der Baronie Ballybritt. In unmittelbarer Nähe liegen mit zwei Erdwerken und einer Motte weitere Befestigungen.
Die Anlage ging aus einem irischen Tower House hervor, das im 17. Jahrhundert durch die Familie Darby vergrößert und ausgebaut wurde. Wie viele irische Adelssitze, die Eigentum englischer Familien waren, wurde auch Leap Castle im Irischen Bürgerkrieg 1922 bis 1923 durch Gegner des 1921 geschlossenen  Anglo-Irischen Vertrags stark beschädigt. Bis in die 1970er Jahre war die Burg eine Vollruine, ehe sie ab 1974 allmählich restauriert und wieder aufgebaut wurde. Die Arbeiten dazu halten bis heute an. Seit dem 15. April 1976 steht die Anlage als National Monument unter Denkmalschutz.

## Geschichte

### Anfänge
Das genaue Gründungsdatum der Anlage ist umstritten, es finden sich unterschiedliche Angaben zu ihrer Entstehung. Während manche Veröffentlichungen die ältesten Teile des Tower House dem 12. Jahrhundert zuschreiben, gehen andere Quellen von einer Gründung im 14. Jahrhundert oder sogar erst im frühen 16. Jahrhundert aus. Auch die Angaben über die Gründer der Burganlage widersprechen sich. Aufgrund des ältesten überlieferten Namens Léim Uí Bhánáin, der Leap of the O’Bannons (deutsch Sprung der OʼBannons) bedeutet (siehe Sagen und Legenden), sehen manche den Clan OʼBannon als Bauherrn an, während andere die Gründung den OʼCarrolls zuschreiben. Das Tower House ersetzte eine ältere Befestigung, die auf einem den keltischen Druiden heiligen Platz errichtet worden sein soll. Der Standort war strategisch günstig, denn die Burg beherrschte damit den Pass von den Slieve Bloom Mountains nach Munster. Er wird heute noch The Leap genannt.

### Eigentum der OʼCarrolls
Die Annalen der vier Meister (englisch Annals of the Four Masters) berichten von einem erfolglosen Versuch des Earls of Kildare, 1514 die Burg einzunehmen. Zwei Jahre später war sein gleichnamiger Sohn erfolgreicher. Eine von ihm bei der Belagerung verwendete Kanone verursachte großen Schaden am seinerzeitigen Hauptsitz der OʼCarrolls of Ely, der anschließend aber wieder aufgebaut wurde. Nachdem 1532 der Clan-Chef Mulrony OʼCarroll gestorben war, entbrannte ein Kampf um die Nachfolge. Um ihre Interessen durchzusetzen, schreckten die Familienmitglieder nicht einmal vor Mord an engsten Verwandten zurück, doch niemand konnte sich lange an der Spitze des Clans behaupten. 1558 setzten die Burgherren ihren Besitz in Brand, um zu verhindern, dass englische Truppen ihn nutzen konnten. Trotzdem wurde Leap Castle von Soldaten unter Führung des Earls of Sussex nach einer Belagerung eingenommen. Allerdings gelang es den OʼCarrolls im darauffolgenden Jahr, die Burg zurückzuerobern, und sie bauten die Anlage wieder auf.

### Eigentum der Familie Darby
Von den claninternen Streitigkeiten der OʼCarrolls profitierte schlussendlich die englische Krone, die deren Herrschaftsgebiet zu Beginn des 17. Jahrhunderts unter ihre Kontrolle brachte. Leap Castle blieb aber Sitz der OʼCarrolls, denn 1629 wurde John OʼCarroll Burgherr. Durch die Heirat von Finnola (Fiona) OʼCarroll mit dem englischen Offizier John Darby gelangte der Besitz Mitte des 17. Jahrhunderts an dessen Familie. 1664 erhielt John OʼCarroll die Burg zwar vorübergehend zurück, da er als Royalist loyal zu Karl I. gestanden hatte und auf diese Weise von dessen Nachfolger Karl II. entlohnt wurde, aber schon 1667 revidierte der englische König seine Entscheidung, und Leap Castle wurde wieder an die Darbys gegeben. Sie blieben bis ins 20. Jahrhundert die Eigentümer der Anlage. Johns Nachfahre Jonathan Darby (IV.) veränderte das bestehende Tower House 1753 und ließ es durch Anbauten vergrößern. Er fügte im Norden und Süden kurze, zweigeschossige Seitenflügel an und gab der Anlage ein gotisches Aussehen, indem er spitzbogige Fenster und anstatt des bisherigen Eingangs in der Südmauer des Tower House an dessen Westseite ein großes, gotisch anmutendes Portal installieren ließ. Zudem erhielten alle Bauteile einen Zinnenkranz als oberen Abschluss, und das nördlich der Burg stehende Priesterhaus (englisch Priestʼs House) aus der jakobinischen Zeit wurde im georgianischen Stil verändert.

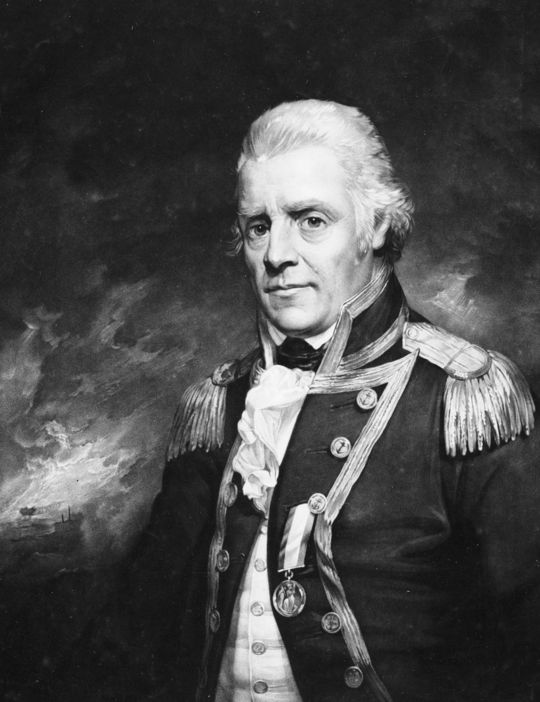
Admiral Henry DʼEsterre Darby war bis 1823 Burgherr; Porträt von Sir William Beechey, 1801

Jonathans (IV.) gleichnamiger Sohn erbte den vergrößerten Besitz und starb 1802 ohne Nachkommen. Nachfolger war sein jüngerer Brüder, der spätere Admiral der Royal Navy Henry DʼEsterre Darby, der bei seinem Tod 1823 aber auch keine Kinder hinterließ. Und so kam Leap Castle an dessen Bruder John († 1834). Johns Sohn William Henry Darby starb 1880 und hinterließ die Burganlage seinem Enkel Jonathan Charles, der 1889 die englische Autorin Mildred Darby heiratete. Sie war Anhängerin des Okkultismus, der zu jener Zeit in Mode war. Durch Veröffentlichungen von Spuk- und Gruselgeschichten über Leap Castle trug sie einen Gutteil dazu bei, dass sich der Ruf der Burg als von Geistern heimgesuchter Ort fest etablierte. Auf Betreiben Mildreds wurden versteckte Bereiche bzw. Räume der Anlage wieder freigelegt und vermauerte Türen wieder geöffnet. So ließ sie zum Beispiel 1897 den Erdgeschosszugang zur Wendeltreppe wieder freilegen und diese von Müll und Schutt leerräumen. Um 1900 entdeckten Arbeiter im zweiten Obergeschoss des Tower House einen engen Raum in der Mauerstärke, der ein Loch im Fußboden besaß. Darunter lag ein versteckter Raum, in dem sich angeblich zahlreiche menschliche Knochen fanden. Bei seiner Räumung soll auch eine Taschenuhr aus den 1840er Jahren gefunden worden sein. Seither ranken sich blutrünstige Geschichten um dieses „Verlies“.
Als Jonathan Charles Darby sein Erbe antrat, gehörte ein 4.367 Acres (über 17,5 km²) großer Landbesitz zur Burg, allerdings übernahm er mit dem Erbe auch einige sehr hohe Zahlungsverpflichtungen. Um diese begleichen zu können, musste er Teile seiner Ländereien verkaufen und sein gesamtes Barvermögen aufwenden. Erschwerend kam hinzu, dass sein Großvater schon geraume Zeit nicht mehr in Leap Castle gewohnt hatte und nun teure Reparaturen und Instandsetzungsarbeiten bezahlt werden mussten. Um seine schmalen Finanzen aufzubessern, erhöhte Darby deshalb die Pachten seiner Landpächter um 30 Prozent, was ihn bei diesen sehr unbeliebt machte. Diese Unbeliebtheit des Engländers steigerte sich noch durch den irischen Land War im letzten Viertel des 19. Jahrhunderts, den Irischen Unabhängigkeitskrieg 1919 bis 1921 sowie den sich daran anschließenden Irischen Bürgerkrieg. Darby weigerte sich jedoch, die Erhöhung der Pachten zurückzunehmen, und war ebenso wenig bereit, Land an seine Pächter zu verkaufen. Ab 1921 zahlten diese deshalb keine Pacht mehr und wollten erst einlenken, wenn auch der Großgrundbesitzer Entgegenkommen zeigte. Derweil mehrten sich Übergriffe auf Darbys Besitz. Wie er später angab, sei sein Eigentum allein 1922 neun Mal überfallen oder verwüstet worden. Wegen der unsicheren Lage verließ die Familie Leap Castle im April oder Mai 1922 und zog in den County Longford. Richard Dawkins, ein ehemaliger Soldat, wurde als Burgverwalter und Gärtner eingestellt, um auf das Anwesen achtzugeben, doch er konnte nicht verhindern, dass der Nordflügel von Leap Castle bei einer Brandstiftung durch sogenannte Irregulars am 30. Juli 1922 zerstört wurde. Bei einem zweiten Übergriff nur einen Tag später wurden das Tower House sowie der Südflügel verwüstet und geplündert und anschließend ebenfalls in Brand gesteckt. Seit jener Zeit war die Burg eine Ruine, ihre wertvolle Inneneinrichtung – wie zum Beispiel Chippendalemöbel aus Mahagoni- und Walnussholz, Silberwaren, viele Familienporträts, eine große Sammlung von Kurzgeschichten sowie noch unveröffentlichte Manuskripte von Mildred Darby – fast vollständig zerstört. Der Burgherr zog deshalb vor Gericht, um eine Entschädigung für den erlittenen Verlust zu erhalten, er bekam aber lediglich 6.950 Pfund anstatt der von ihm geforderten 35.000 Pfund zugesprochen. Wegen seiner anhaltenden Weigerung, Land an seine Pächter zu verkaufen, wurde er im Oktober 1928 außerdem von der Irish Land Commission zu einem großen Teil zwangsenteignet.

### Restaurierung und heutige Nutzung
Nach dem Brand stand die Burg fast 70 Jahre lang leer. Der irischstämmige Australier Peter Bartlett erwarb die Ruine 1974 von Peter Gerrard und initiierte eine allmähliche Instandsetzung. Er baute den Torbau der Anlage wieder auf und begann mit der Restaurierung der Obergeschosse im Tower House. Nach seinem Tod im Jahr 1989 kaufte der australische Musiker Sean Ryan das Anwesen. Er setzte die Wiederaufbauarbeiten des vorherigen Eigentümers gemeinsam mit seiner Frau Anne fort. Große Teile des Tower House und 75 Prozent des Südflügels sind mittlerweile wiederhergestellt. Die Ryans nutzen den südlichen Trakt als Wohnung, während der Nordflügel und das Priesterhaus noch auf ihren Wiederaufbau warten. Besichtigungen der Anlage sind nach vorheriger Vereinbarung möglich.

## Beschreibung
Die Burg steht auf einem nach Osten abfallenden Terrain. Ihre östlichen Außenmauern schließen bündig mit einem danach steil abfallenden Gelände ab. Den Bauten ist westlich ein Hof vorgelagert, dessen Begrenzungsmauern anscheinend im 18. Jahrhundert stark verändert wurden. Von der Siedlung, die früher die Burg umgab, ist heute nichts mehr erhalten. Schon zu Beginn des 20. Jahrhunderts waren davon nur noch Ruinen vorhanden.

### Tower House und Anbauten

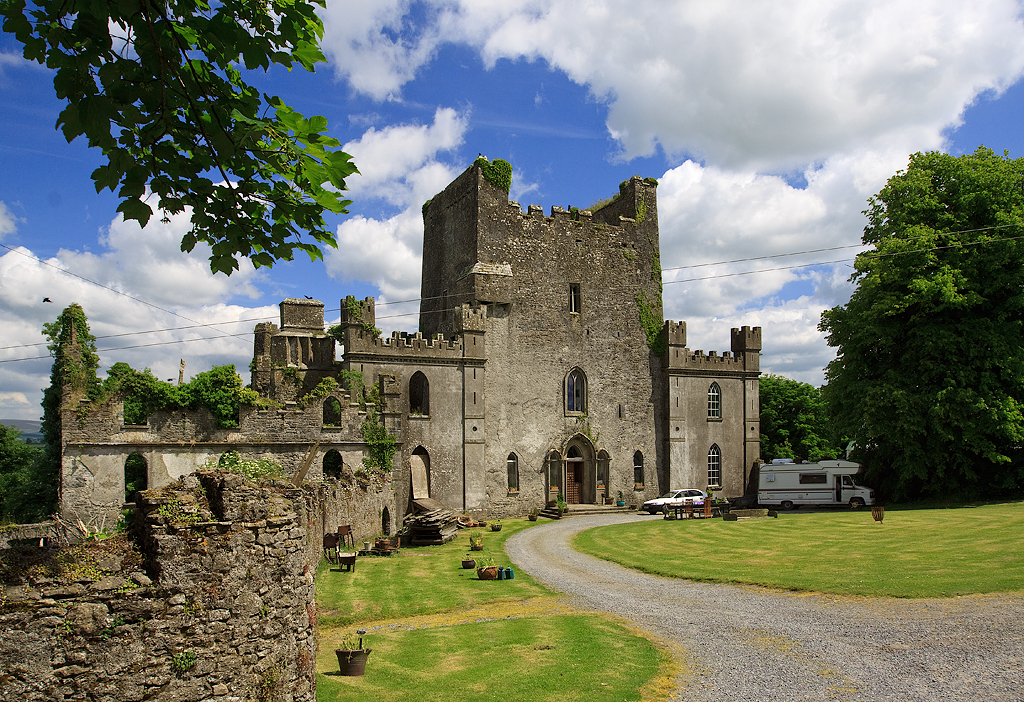
Nordwestansicht der Burg

Kern der Anlage ist ein viereckiges Tower House, dessen Außenmaße 13,2 × 10 Meter betragen. Die bis zu 2,2 Meter dicken Mauern wurden aus unverputztem, grob behauenem Kalkstein errichtet. Die drei Geschosse des Turms sind von einer zinnenbesetzten Brustwehr abgeschlossen. Dahinter erhebt sich ein flaches Satteldach, das früher mit Steinschindeln gedeckt war. An der Südseite sind noch die Maschikulis erhalten, die den früheren Eingang dort schützen sollten. Dem Tower House schließen sich nördlich und südlich zwei kurze, zweigeschossige Seitenflügel mit nur einer Achse an. Sie stammen aus der Mitte des 18. Jahrhunderts. Der nördliche von ihnen verbindet den Turm mit einem vermutlich um 1571 errichteten Gebäude, das im 18. Jahrhundert verändert und vergrößert wurde. Dieses wird das Priesterhaus genannt.
Sämtliche Räume des Tower House wurden – mit Ausnahme des zweiten Obergeschosses – bis 2010 restauriert. Alle Stockwerke sind über eine steinerne Wendeltreppe in der Südwest-Ecke des Turms miteinander verbunden. Im Erdgeschoss ist der einstige Eingang an der Südseite noch gut zu erkennen. Die Öffnung dient heute als Fenster. Der tonnenüberwolbte Saal im ersten Geschoss besitzt einen großen Kamin in der Nordost-Ecke und eine wiederhergestellte Empore. Früher besaß er ein Gesims aus Stuck und einen Bodenbelag aus poliertem Schiefer sowie Sandstein, die wie schwarzer und weißer Marmor wirkten. Der große Raum im zweiten Geschoss wird aufgrund einer Legende Bloody Chapel (deutsch Blutige Kapelle) genannt. Er besitzt in der Nordost-Ecke eine schmale Öffnung, die zu einem kleinen, engen Raum führt, der Oubliette (vom französischen oublier für vergessen) genannt wird. In seinem Boden befindet sich eine viereckige Öffnung, die früher vermutlich mit einer Falltür verschlossen war und zu einem verborgenen Raum darunter führt. Die lokale Überlieferung machte aus diesem ein Verlies, in das Gefangene der Burgherren hineingestoßen und dann einfach sich selbst überlassen (vergessen) wurden. Vermutlich handelt es sich aber eher um ein Versteck für wertvollen Besitz. Eine Tür in der Nordwest-Ecke des Raums führt zu einem Erker und einem schmalen Gang innerhalb der Nordmauer, von dem früher der Nordflügel der Burg erreichbar war.

### Wirtschaftsgebäude
Südwestlich der Kernburg liegt der ehemalige Wirtschaftshof der Anlage, der etwa 1860 durch die Familie Darby im neugotischen Stil errichtet wurde. Er besteht aus zwei parallel zueinander stehenden Gebäuden, die im Osten und Westen durch Mauern miteinander verbunden sind und auf diese Weise ein abgeschlossenes Geviert mit Innenhof bilden. Heute dienen die Bauten zu Wohnzwecken.
Der zweigeschossige Nordflügel mit schiefergedecktem Walmdach beherbergte früher Stallungen und ist an der nördlichen Außenseite durch Fenster in sieben Achsen unterteilt. In seiner Mitte liegt die spitzbogige Tordurchfahrt. Sein Mauerwerk aus Kalk- und Sandstein schließt mit einer Zinnenkranz über einem Traufgesims aus Kalkstein ab. Die spitzbogigen Fenster besitzen eine Rahmung aus gelblichem Backstein. Dieses Material wiederholt sich zusammen mit roten Mauerziegeln in den außergewöhnlich geformten Schornsteinen des Gebäudes. Der heutige Haupteingang des Nordflügels liegt an der westlichen Straßenseite im Obergeschoss.
Das Erdgeschoss des südlichen Wirtschaftsgebäudes diente früher als Remise, was die großen korbbogigen Tore an der Hofseite bezeugen. Im Obergeschoss befand sich früher ein einziger großer Raum, der Orange Hall genannt wurde. Sein Name stammt von dem Oranier-Orden, dessen Mitglieder sich früher dort getroffen haben sollen. Abgeschlossen ist dieser Bau von einem schiefergedeckten Walmdach.
Östlich des Wirtschaftshofs liegt ein rundherum von einer Mauer eingefasstes Gartenareal (englisch walled garden).

## Sagen und Legenden
Es ranken sich einige Sagen und Legenden um Leap Castle. Viele von ihnen handeln von blutigen Kämpfen oder hinterhältigen Morden.
Eine Gründungslegende liefert die Erklärung für den Namen der Burg. Zwei Brüder des OʼBannon-Clans stritten um die Position des Clanchefs. Um eine Entscheidung in der Auseinandersetzung herbeizuführen, wurde ein Wettstreit beschlossen: Sie mussten beide von dem hohen Felsen springen, auf dem später die Burg gebaut werden sollte. Nur einer der beiden Brüder überlebte den Sprung und wurde neuer Anführer der OʼBannons.
Nachdem die Anlage in den Besitz des Clans OʼCarroll übergegangen und 1532 sein Anführer Mulrony verstorben war, brachen langwierige Kämpfe um seine Nachfolgerschaft aus. Teig(h)e OʼCarroll soll in diesem Zusammenhang sogar seinen Bruder, einen Priester, ermordet haben, als dieser gerade eine Heilige Messe im zweiten Obergeschoss der Burg abhielt. Seither wird der dortige Raum Bloody Chapel genannt.
Eine weitere Sage beschäftigt sich damit, wie Leap Castle von den OʼCarrolls an die Familie Darby gelangte. Eine Tochter der OʼCarrolls verliebte sich in einen in der Burg eingekerkerten englischen Soldaten und half ihm, aus seinem Gefängnis zu entkommen. Auf der gemeinsamen Flucht der beiden wurden sie vom Bruder der Frau ertappt. Darby tötete ihn, und da die Tochter nun die einzige rechtmäßige Erbin der Burg war, gelangte sie nach der Hochzeit der beiden an die Familie des Bräutigams.

## Geisterscheinungen
Die blutrünstigen und immer mit Todesfällen im Zusammenhang stehenden Überlieferungen zur Burg trugen dazu bei, den Ruf der Anlage als Spukschloss zu begründen und zu festigen. Leap Castle soll die am häufigsten von Geistern heimgesuchte Burg Irlands oder gar der Welt sein. Zu den zahlreichen Erscheinungen, die das Anwesen regelmäßig aufsuchen sollen, zählen unter anderem:
- diverse Geister von Menschen, die angeblich von den OʼCarrolls ermordet wurden, zum Beispiel der von seinem Bruder getötete Priester und eine Frau
- ein unter dem Namen The Elemental bekannter Geist, der halb Mensch, halb Monster und stets von dem abscheulichen Gestank von Verwesung und Schwefel begleitet sein soll
- die Rote Dame (englisch Red Lady) genannte Gestalt einer schlanken, großgewachsenen Frau in einem roten Kleid; ihr Auftauchen ist immer von großer Kälte begleitet.
- Emily und Charlotte, Geister zweier Mädchen, die im 17. Jahrhundert auf Leap Castle gewohnt haben sollen und von denen eines durch den Sturz vom Wehrgang umgekommen sein soll; die beiden werden angeblich immer spielend im Saal der Burg gesichtet, manches Mal in Begleitung ihrer Gouvernante.
- ein alter Mann, der am Kamin im Burgsaal sitzt

Leap Castle wurde 2002 vom Team der britischen Erfolgssendung Most Haunted besucht und erforscht. 2006 war ein Team von TAPS vor Ort, um die angeblichen Spukuntersuchungen im Rahmen ihrer TV-Reihe Ghost Hunters International zu untersuchen.